# Barbara Dickson
Barbara Ruth Dickson (Dunfermline, 27 de septiembre de 1947) es una cantante, compositora, presentadora y actriz escocesa de teatro, cine y televisión.
Egresada del Royal Academy of Dramatic Art, ha recibido diversos reconocimientos en el ámbito teatral, entre ellos el Premio Laurence Olivier en la categoría actriz del año en un musical en 1983 por su rol de Mrs. Johnstone en Blood Brothers estrenada en el Lyric Theatre y a la mejor actriz en un musical por su papel de Viv Nicholson en Spend Spend Spend en el Piccadilly Theatre.
Desde su debut musical en solitario con Do Right Woman en 1970 a través de Decca Records, Dickson ha alcanzado en cuatro oportunidades el Top 20 del UK Singles Chart, incluyendo el dueto con Elaine Paige «I Know Him So Well», que alcanzó el puesto número uno en 1985 y el segundo lugar dentro de los 100 sencillos más populares de dicho año.
Fue nombrada oficial de la Orden del Imperio británico (OBE) en 2002 por sus servicios en el ámbito de la música y el drama.

## Filmografía
Cine
- Sgt. Pepper's Lonely Hearts Club Band (1978).
- Chess Moves (cortometraje, 1985).
- Redemption Road (1997).
- Doctors (2008).

Televisión
- Emu's Pink Windmill Show (1984).
- Taggart (1995).
- Band of Gold  (1995-1996).
- The Missing Postman (película, 2001).

## Discografía selecta

### En colaboración
- Fate O'Charlie: Songs Of The Jacobite Rebellions (junto a Archie Fisher y John MacKinnon, 1969)
- Thro' the Recent Years (junto a Archie Fisher, 1970)
- Those Liverpool Days (junto a Carl Davis y la Real Orquesta Filarmónica de Liverpool, 2013)

### Como solista
| - Do Right Woman (1970) - From the Beggar's Mantle (1972) - Answer Me (1976) - Morning Comes Quickly (1977) - Sweet Oasis (1978) - The Barbara Dickson Album (1980) - You Know it's Me (1981) - I Will Sing (1981 Compilation) - All for a Song (1982) - Here We Go (1982) - Tell Me It's Not True - Blood Brothers mini-album (1983) - Heartbeats (1984) - Gold (1985) - The Right Moment (1986) | - After Dark (1987) - Coming Alive Again (1989) - Don't Think Twice It's Alright (1992) - Parcel of Rogues (1994) - Dark End of the Street (1995) - The 7 Ages of Woman (1998) - For the Record (2002) - Full Circle (2004) - Nothing's Gonna Change My World (2006) - Time and Tide (2008) - Live in Spilsby 2007 (2009) - Barbara Dickson in Concert (2009) - Words Unspoken (2011) - B4 Seventy-Four - The Folkclub Tapes (2013) - To Each & Everyone - The Songs of Gerry Rafferty (2013) |

## Premios y nominaciones
| Año  | Premio                                      | Categoría                    | Trabajo                 | Resultado | refs   |
| ---- | ------------------------------------------- | ---------------------------- | ----------------------- | --------- | ------ |
| 1977 | Scotstar Awards                             | Mejor cantante femenina      | —                       | Ganadora  |        |
| 1983 | Premio Laurence Olivier                     | Actriz del año en un musical | Blood Brothers          | Ganadora  | [ 3 ]  |
| 1997 | Liverpool Echo Arts and Entertainment Award | Actriz del año               | The Seven Ages of Woman | Ganadora  | [ 10 ] |
| 2000 | Premio Laurence Olivier                     | Mejor actriz en un musical   | Spend Spend Spend       | Ganadora  | [ 4 ]  |
| 2012 | Scottish Tartan Clef Awards                 | Premio a la trayectoria      | —                       | Ganadora  | [ 11 ] |